# 列斯聯女子足球會
列斯聯女子足球會（英語：Leeds United Ladies Football Club）是英格蘭的一間女子足球會，位於西約克郡利兹，在英格蘭國家組超級聯賽中角逐，並是約克郡兩隊超聯球隊中的其中一隊，另一隊是唐卡士打流浪百麗絲女子足球會。

## 球會資訊

### 財政背景
列斯聯主席肯·碧斯在2005年撤銷對女子隊的資助，翌年又收回在索普拱門訓練場的訓練設施，女子隊因而急於尋找贊助商以維持財政收入，首先接受「EmpireDirect.co.uk」兩年價值7萬英鎊的贊助，其後又與里茲都會大學（Leeds Metropolitan University）簽訂據聞價值超過25萬英鎊，自2007年開始為期5年的贊助
。

### 名字
2008年7月9日，女子隊宣佈正式易名為「列斯卡內基女子足球會」（Leeds Carnegie Ladies F.C.），以配合所有由里茲都會大學資助的職業隊伍均採用其體育部「卡內基學院」（Carnegie College）為名。

列斯卡內基時期的標誌

### 隊伍
列斯聯女子足球會設有U10、U12、U14、U16、預備組和一隊。女子隊最著名的球員是蘇爾·史密芙，曾經代表英格蘭上陣超過10年，其中包括了2007年女子世界盃。

## 榮譽
- 英格蘭足球總會女子北區組超級聯賽

冠軍 （1） 2000-01年；
- 英格蘭女子足總盃

亞軍 （2） 2006年、2008年；
- 女子超聯杯

冠軍 （1） 2010年；
亞軍 （2） 2000年、2007年；

## 外部連結
- Leeds United Ladies Football Club official site
- Leeds United Ladies Information and News @ FemaleSoccer.net
- F.A. Womens Page （页面存档备份，存于）
- BBC Sport - Football - Women （页面存档备份，存于）